# Sabiha Kasimati
Sabiha Kasimati (Jedrene, 15. septembar 1912 — Menik, 26. februar 1951) bila je biolog i prva albanska naučnica, žena naprednih shvatanja, po tipu „zapadnjačkih intelektualca”, što nije bilo uobičajeno za žene Albanije u prvoj polovini dvadesetog veka. Zbog naprednih shvatanja postala je žrtva terora albanskog diktatora i staljiniste Envera Hodže, koji je nakon bačene bombe na sovjetsku ambasadu 1951. godine, naredio njeno pogubljenje optužujući je kao jednog od vinovnika terorističke akcijе, i pripadnicе u službi špijunskih stranih agencija.

## Život i karijera
Rođena je u Jedrenu, gradu u Turskoj u vilajetu Jedrene, kao ćerka lekara, poreklom iz Libohova, koji je svoju lekarsku profesiju obavljao u Turskoj. Iako daleko od domovine, porodica Kasimati je svoju decu odgajala u duhu patriotizma i ljubavi prema albanskoj i evropskoj kulturi uopšte.
Kada se porodica vratila u Albaniju, Sabiha se nastanila u gradu Korči, koji je i danas poznat po svojoj kulturi nadahnutoj francuskom. Važna činjenica, za njeno školovanje u Korči bila je što će Sabihi obeležiti ceo život i život svoje generacije, jer je bila prva devojka koja se školovala u francuskom liceju u Korči, i kasnije postati uzor mnogim albanskim ženama.
Kako je u to vreme škola u Korči bila veoma cenjena u celoj Albaniji, pretežno su se u njoj školovala deca vodećih ličnosti Albanije, među kojima je bio i njen školski drug Enver Hodža, budući diktator Albanije. Poznanstvo iz škole sa Enverom Sabihu će kasnije skupo koštati!
U Korči je Sabiha među mnogim stanovnicima bila prepoznatljiva ne smo po njenoj lepoti, inteligenciji i marljivosti u studijama, već i po poznavanju nekih zapadnih jezika, posebno francuskog, koji je izgovarala sa izvrsnim naglaskom.
Nakon završetka srednje škole, jedno vreme radila je kao nastavnica na Ženskom institutu u Korči, a potom je predavala biologiju u albansko-američkoj školi u Kavaji.
Godine 1936. stakla je univerzitetsku diplomu i dobila državnu stipendiju, koja je u to vreme bila privilegija samo nekolicine sretnih u Albaniji, za školovanje u inostranstvu. Upisala je biološki fakultet u Torinu, gde je diplomirala s najvišom ocenom i stekla doktorat 1941. godine, u prevečerje Drugog svetskog rata.
U Torinu joj je zbog njenih intelektualnih kvaliteta ponuđena mogućnost rada kao asistentice na odseku za ihtiologiju na Univerzitetu u Torinu, što je ona odbila.
Po povratku u Tiranu radila je u Institutu za nauku, koji je bio prvo jezgro naučnih studija u Albanaiji, pod vođstvom prof. Salahudina Totoa, priznatog intelektualca. U institutu je obavila vrlo važno istraživanje iz područja ihtiologije (discipline koja se bavila proučavanjem riba) i tako postala prvi albanski ihtiolog, u vreme kada u Albaniji još nije bila obrađena postojeća faune i flore.
Sabiha Kasimati, ponosna na svoje prosvetiteljske ideale, odlučila je slediti zapadnjački način života. Svesrdno posvećena nauci, nikad se nije udavala. Živela je sama u stanu u Tirani, u vlastitom prostoru koji joj je bio neophodan, za rad i druženje sa mnogim ličnim prijateljima i intelektualcima, suočavajući se pri tome sa negativnom reakcijom glavnih čelnika zemlje. Kako je za Albanske žene koje žive same (pa čak i danas) to neuobičajeno, ona je došla u sukob ne samo sa običajima i tradicijama društva tog vremena, već i sa političkim vlastima.

### Sukob sa režimom u Albaniji i smrt
Nakon završetka Drugog svestkog rata u Albaniji je nametnuta komunistička diktatura Envera Hodže, bivšeg Sabihinog druga iz razreda, koji je postao poznat po tome, što je ne samo zabranjivao bilo kakav suprotstavljeni stav u zemlji, već i fizički eliminisao svakoga ko se usudio suprotstaviti njegovom totalitarnom režimu. Većina intelektualaca koji su studirali na Zapadu osuđena je na smrt, ali ono što je biolozima ukljućujući i Sabihu, najviše smetalo, bila je smrtna kazna njihovog profesora Salahudina Totoa i progon njenog prijatelja Musine Kokalari, prvog albanskog pisca.

Poznata po svom hrabrom karakteru, zatražila je sastanak sa Enverom, jer ga je označila kao glavnog krivca za ubistva albanskih intelektualaca, na kome je tom prilikom izjavila:
| „ | Ubijate sve intelektualce! Šta nameravate graditi Albaniju s obućarima i teniserima?! | ” |

Ignorišući određenu opasnost koja se već nadvila nad njom, odlučila je otići u susret interniranim prijateljima u internacionalni logor Juba, ne pokušavajući da sakrije želju i nadu u skorašnje uklanjanje režima Envera Hodže, i time izazvala još veću netrpeljivost kod Envera Hodže.
Dalju sudbinu Sabihe Kasimati odrediće događaj iz 1951. godine, kada je bomba ili bolje rečeno bačeni dinamit eksplodirao u dvorištu ruske ambasade u Tirani (ne prouzrokujući nikakvu štetu osim razbijanja nekoliko prozora). Režim je na temelju ranije pripremljenih planova i popisa naredio hapšenje stotinak građana, optuženih za saradnju u bombaškom napadu. Od ukupno privedenih oko dvadeset moralo je biti otpuženo, da bi poslužili kao primer da se u budućnosti ne bi neko usudio na takva revolucionarna dela.

Na tom spisku našla se i biologinja Sabiha Kasimati, pod optužbom da je učestvovala u terorističkim akcijama kao službenik stranih agencija. Na suđenju je Sabina negirala sve navode iz optužnice, i u svoju odbranu izjavila:
| „ | Ja sam protiv narodne moći jer se ona ne slaže s mojom ideologijom. Nikada nisam mislila da se revolucionarnim aktima može postići socijalizam. Studirala sam biologiju i prema tome sam evolucionista. Evolucija je u prirodi stvari. Nasilje ne vodi u socijalizam, a još manje u demokratiju, već samo direktno u propast! | ” |

Posebnost ovog slučaja je što su 23 intelektualca, uključujući i Sabinu, pogubljena bez odgovarajućeg postupka, koji je održan u njihovom odsustvu, tek nakon njihoovog smaknuća, što znači da su 23 osobe već bile unapred određene za eliminaciju.

## Delo
Tokom deset godina napornog istraživačkog rada, Sabiha je istraživala i proučavala čitavu fluvijalnu i morsku fiziološku faunu u albanskim vodama, uveren da će studije o ribama biti od velikog značaja i od dragocene ekonomske vrednosti za zemlju, koja je posebno bogata podvodnim svetom. Napravila je razvrstavanje, u klase, vrste i podvrste taksonomije, i identifikovala područja u Albaniji na kojima su distribuirane glavne vrste riba i odredila njihovu reprodukciju i biološke cikluse.
Danonoćno je radila i formirala na hiljade mikroskopskih ploča i sakupila bezbroj zbirki eksponata sa desetina ekspedicija, od jezera Butrint do jezera Lura, od Prespanskog jezera do Jonskog i Jadranskog mora, i iz najvažnijih reka. Objavljivanjem svojih istraživanja u na hiljade bibliografskih i fotografskih referenci, Sabiha je bila od velike pomoći ne samo Albaniji, već i svim balkanskim pograničnim zemljama.
Kada je Sabiha trebalo da objavi svoje kapitealno delo „Ribe Albanije”, to joj nije dozvoljeno.
Nakon Sabihine smrti, 1955. godine, njeno ogromno naučno delo o ribama iz albanskih jezera, reka i mora, pod nazivom „Ribe Albanije” konačno je objavljeno, ali ne pod njenim imenom, već pod imenom ruskog naučnika Anatolija Poliakova i dvojice albanskih istraživača.

## Priznanje
U znak priznanja Muzeja prirodnih nauka Sabiha Kasimati, u glavnom gradu Albanije, pomosno nosi njeno ima. Ceneći njen rad, doprinos nauci, a samim tim i celom čovečanstvu, povodom dana žena 8. marta 2018. godine, rektor univerziteta u Tirani, Mynyr Coni, predložio je da joj se posthumno oda veliko prizanja i Muzej prirodnih nauka dobije njeno ime. U oktobru 2018. godine objavljena je odluka da će nacionalni muzej prirodnih nauke u Tirani dobiti njeno ime i da će u njemu posebna tamatska postavke biti rezervisana za priču o njenom životu, delu, borbi za ženska i ljudak prava i tragičnoj smrti.

## Literatura
- Kola, Paulin (januar 2003). The Search for Greater Albania. C. Hurst & Co. Publishers. стр. 112—. ISBN 978-1-85065-596-1.
- Library of Congress. Legislative Reference Service (1954). Tensions Within the Soviet Captive Countries: Albania [by K. Vokopola. U.S. Government Printing Office.